# 幕張本郷駅

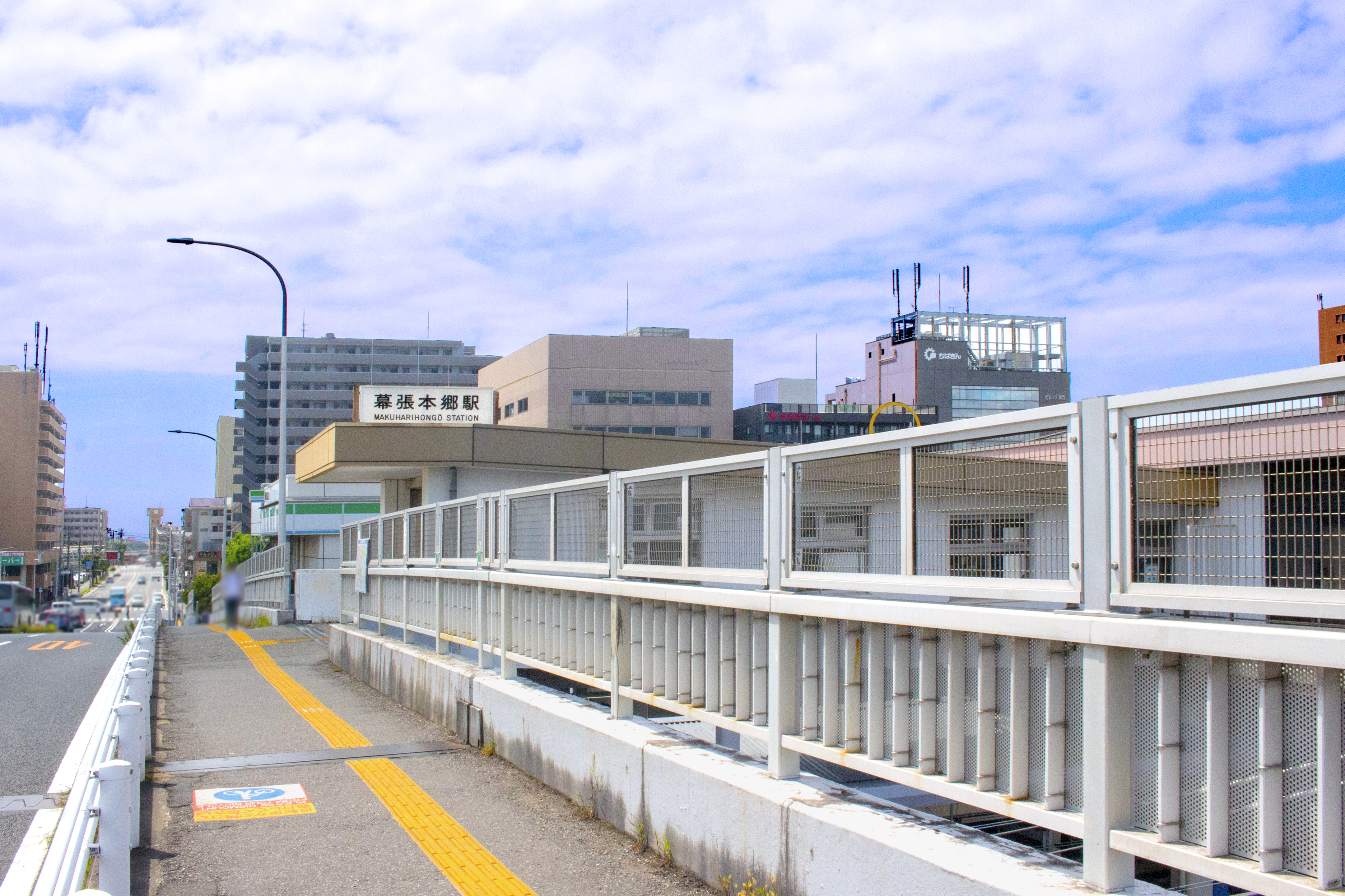
東口（2024年8月）

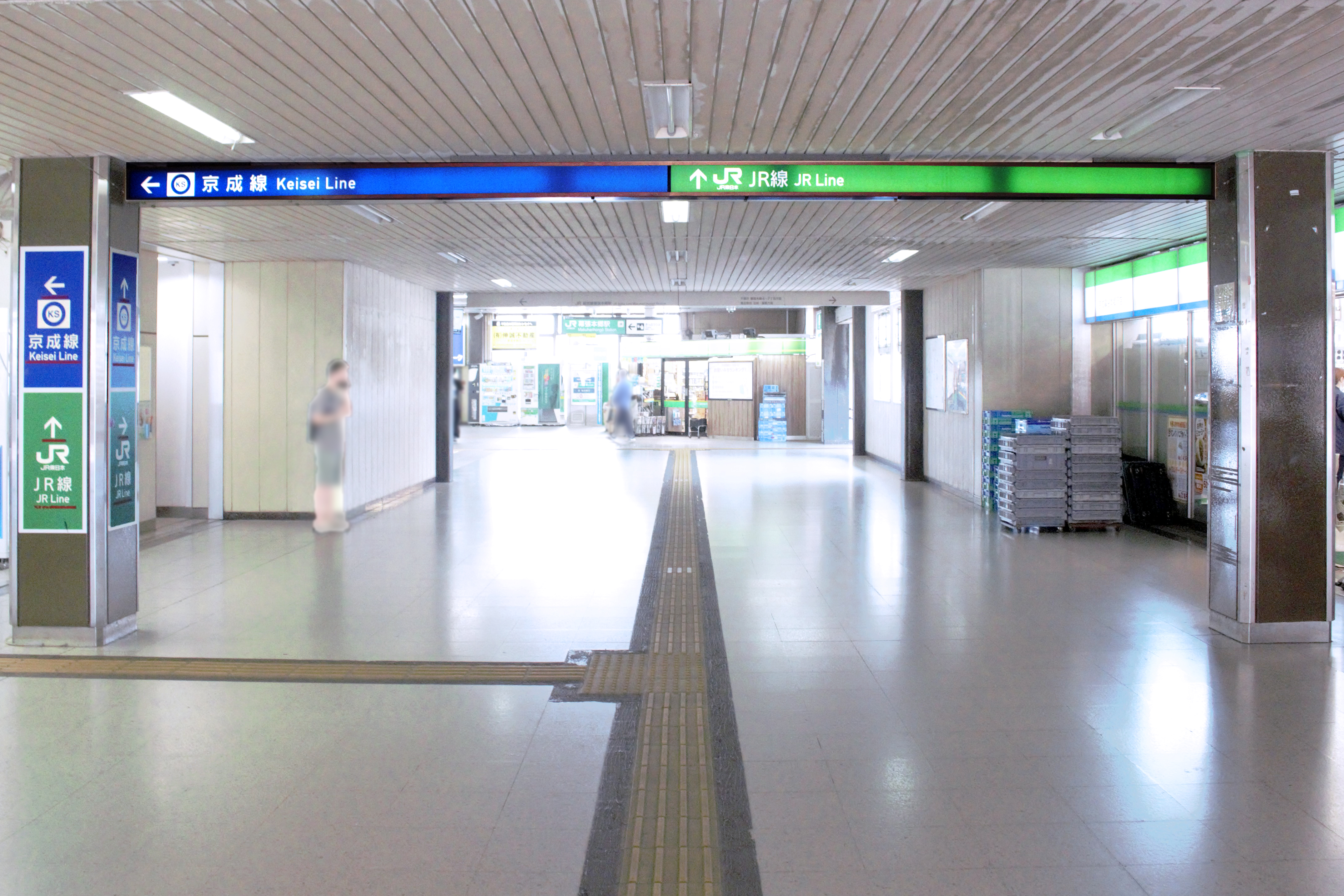
改札外コンコース（2024年8月）
※正面がJR、左が京成の駅出入口

幕張本郷駅（まくはりほんごうえき）および京成幕張本郷駅（けいせいまくはりほんごうえき）は、千葉県千葉市花見川区幕張本郷一丁目にある、東日本旅客鉄道（JR東日本）・京成電鉄の駅。本項では両駅について記す。

## 概要
JR東日本と京成電鉄が互いに連絡運輸を取り扱う例は他にも多いが、当駅はJR東日本の駅と京成電鉄の駅が同一構内にあり、その例は数少ない。他には日暮里駅・空港第2ビル駅・成田空港駅・東松戸駅がある程度であり、総武本線と本線も含めた京成線が並行している区間では当駅が唯一である。
当駅には、JR東日本の総武本線と、京成電鉄の千葉線が乗り入れている。
JR総武本線は、緩行線を走る総武緩行線のみが停車する。JR総武緩行線には「JB 34」、京成千葉線には「KS52」の駅番号がそれぞれ付与されている。

## 歴史
- 1981年（昭和56年）10月1日：日本国有鉄道総武本線の幕張本郷駅が開業（この日に総武線の複々線（快速線）が千葉駅まで延長され、東船橋駅も同時に開業した）[1][2]。旅客扱いのみ。なお、仮称駅名は「西幕張」だった[注 1]。この時点では京成千葉線には駅はなかった。
- 1987年（昭和62年）4月1日：国鉄分割民営化に伴い、東日本旅客鉄道（JR東日本）の駅となる[4]。
- 1991年（平成3年）8月7日：京成千葉線の京成幕張本郷駅が開業[1]。
- 1993年（平成5年）5月15日：JR東日本で自動改札機の使用を開始する[5]。
- 2001年（平成13年）11月18日：JR東日本でICカード「Suica」の利用が可能となる[広報 1]。
- 2007年（平成19年）3月18日：京成電鉄でICカード「PASMO」の利用が可能となる[6]。
- 2017年（平成29年）2月28日：この日をもってみどりの窓口が営業を終了[7]。
- 2020年（令和2年）11月27日：JR東日本の改札内に駅ナカシェアオフィス「STATION BOOTH」が開業[8]。

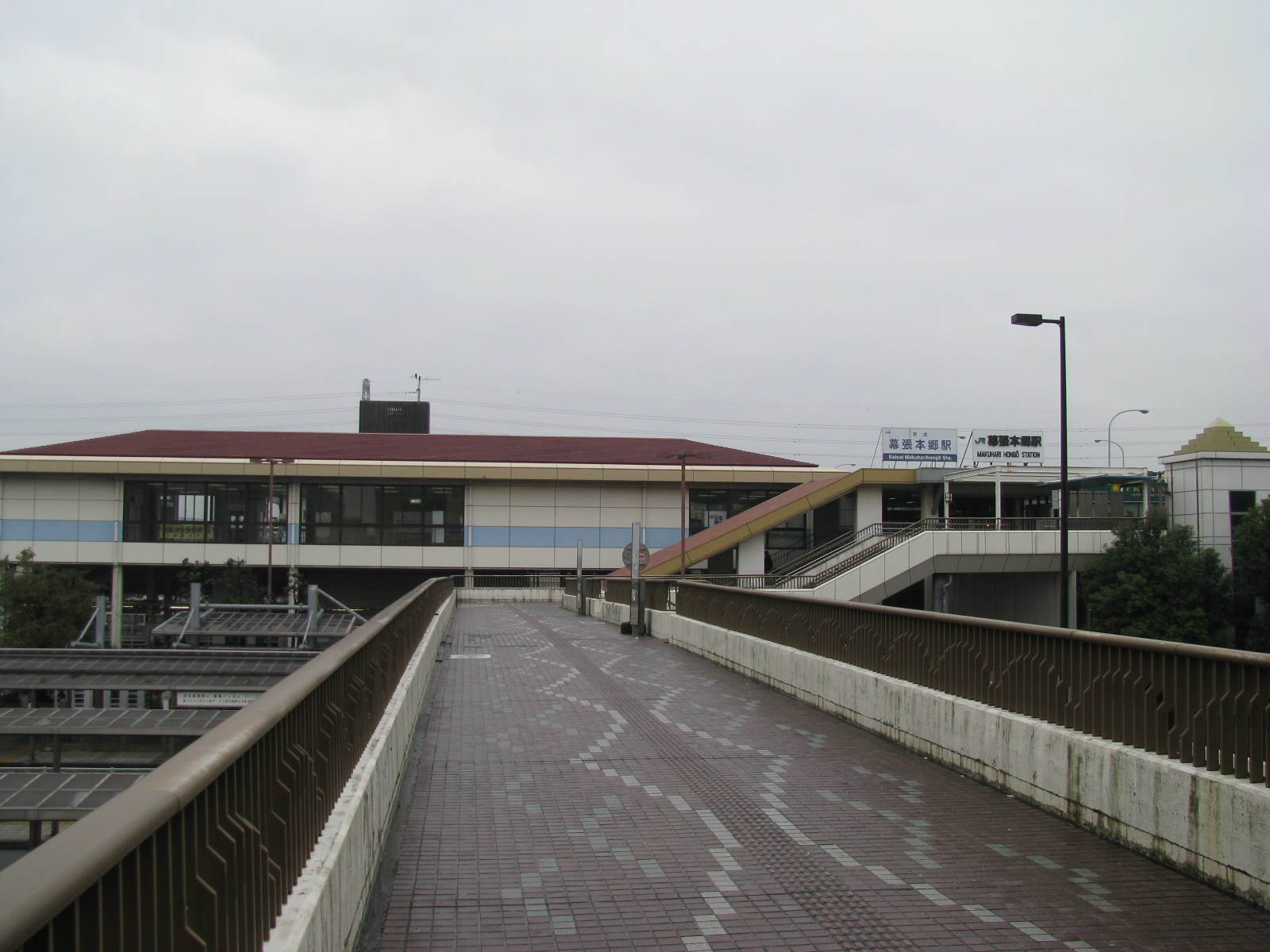
京成駅名看板変更前の南口（2007年12月）
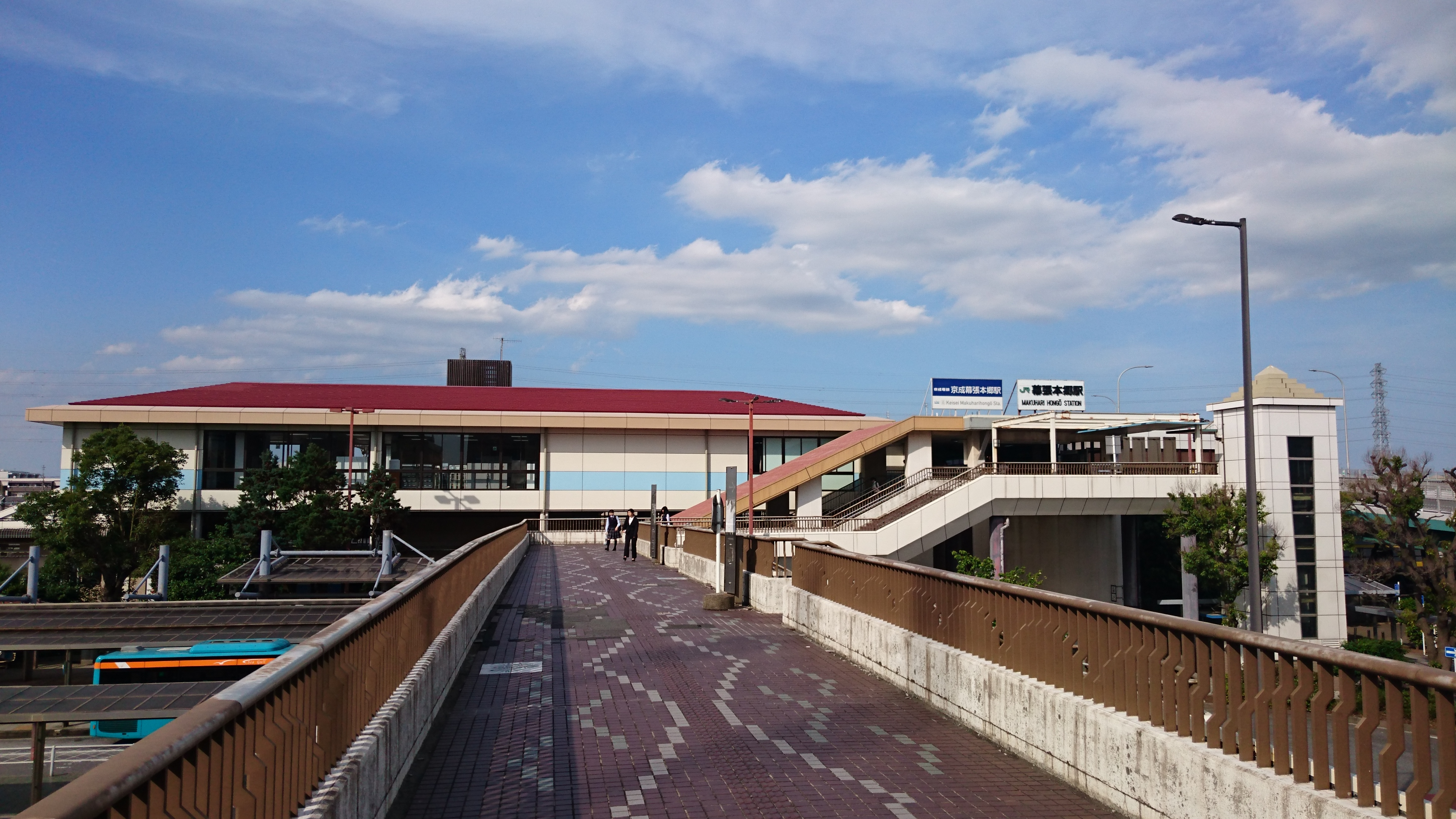
歩行者デッキ改修前の南口（2019年5月）
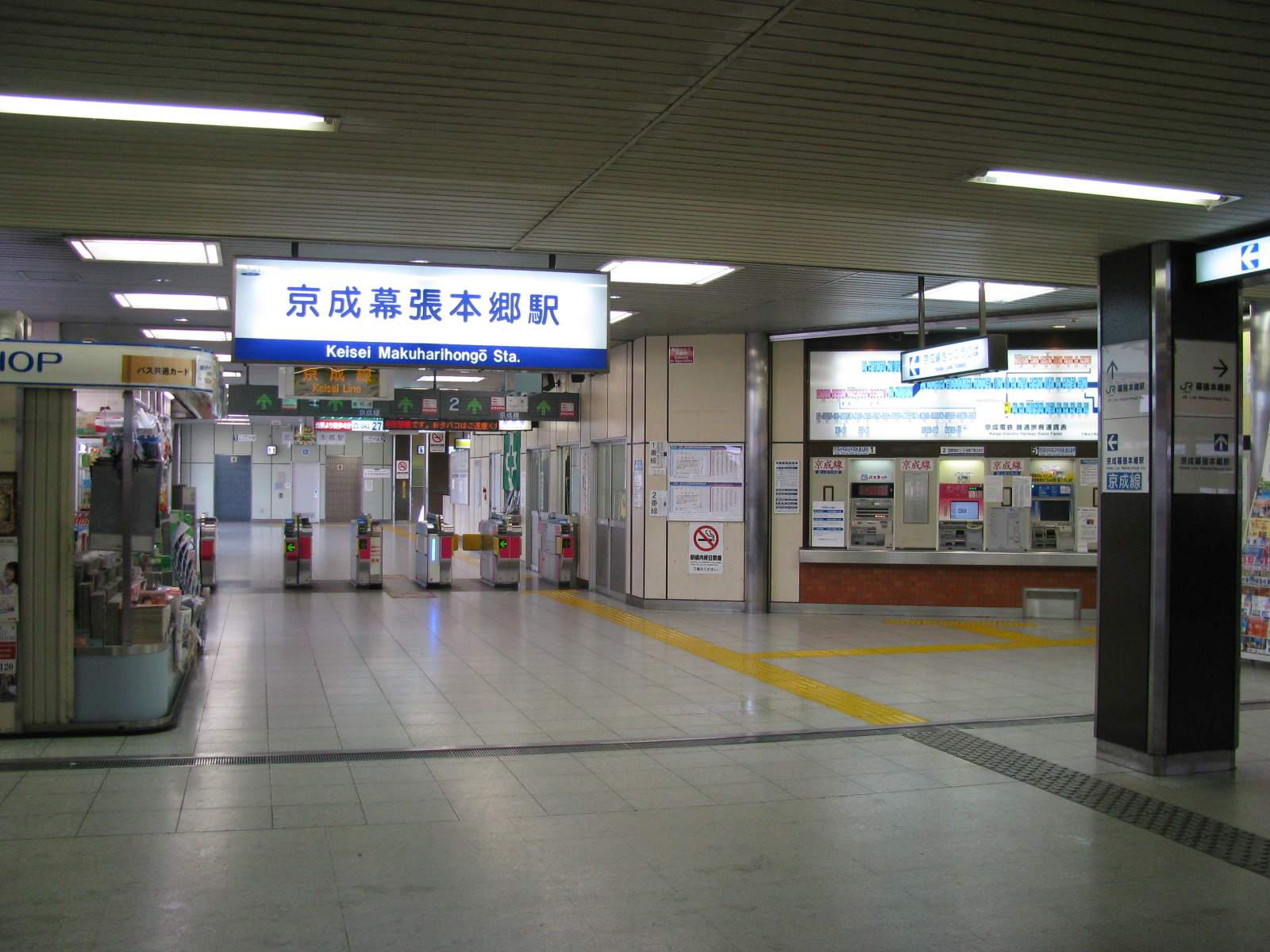
駅名看板変更前の京成駅出入口（2007年12月）

## 駅構造
JR東日本と京成電鉄が橋上駅舎を共用する。駅舎外にエレベーターがあるなど、バリアフリー化がなされている。駅北側にはJR東日本の幕張車両センターがある。

### JR東日本（幕張本郷駅）
津田沼統括センター所属の直営駅で、島式ホーム1面2線を有する地上駅。自動改札機・指定席券売機（稼働時間：6:45 - 23:55）設置駅。2018年2月3日より、始発から午前6時45分までの間は遠隔対応（インターホン対応は船橋駅が行う）のため改札係員は不在となり、一部の自動券売機のみ稼働する。

#### のりば
| 番線 | 路線               | 方向 | 行先                     |
| ---- | ------------------ | ---- | ------------------------ |
| 1    | 総武線（各駅停車） | 西行 | 西船橋・秋葉原・新宿方面 |
| 2    | 総武線（各駅停車） | 東行 | 幕張・稲毛・千葉方面     |

（出典：JR東日本:駅構内図）

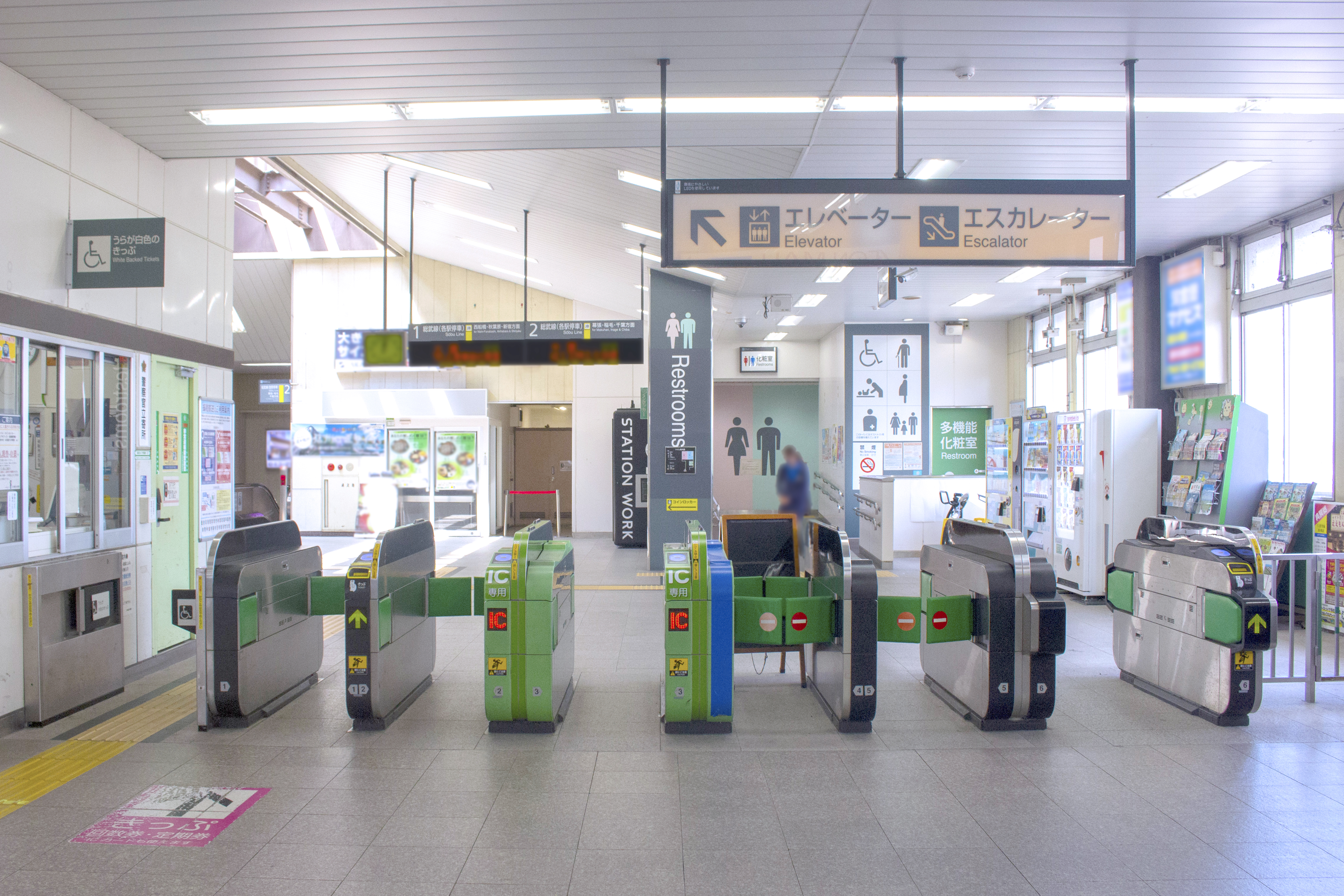
改札口（2024年8月）
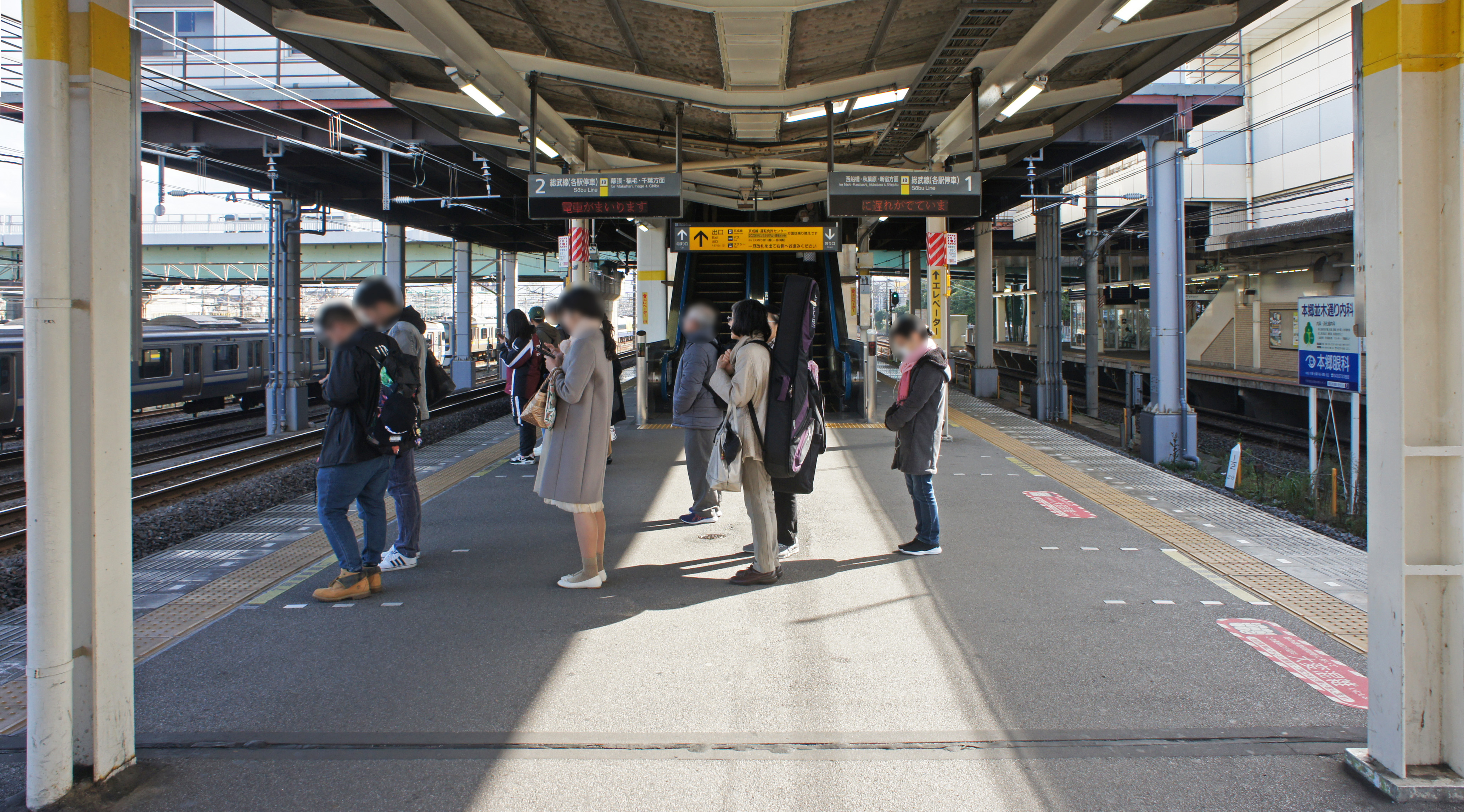
駅ホーム（2019年12月）
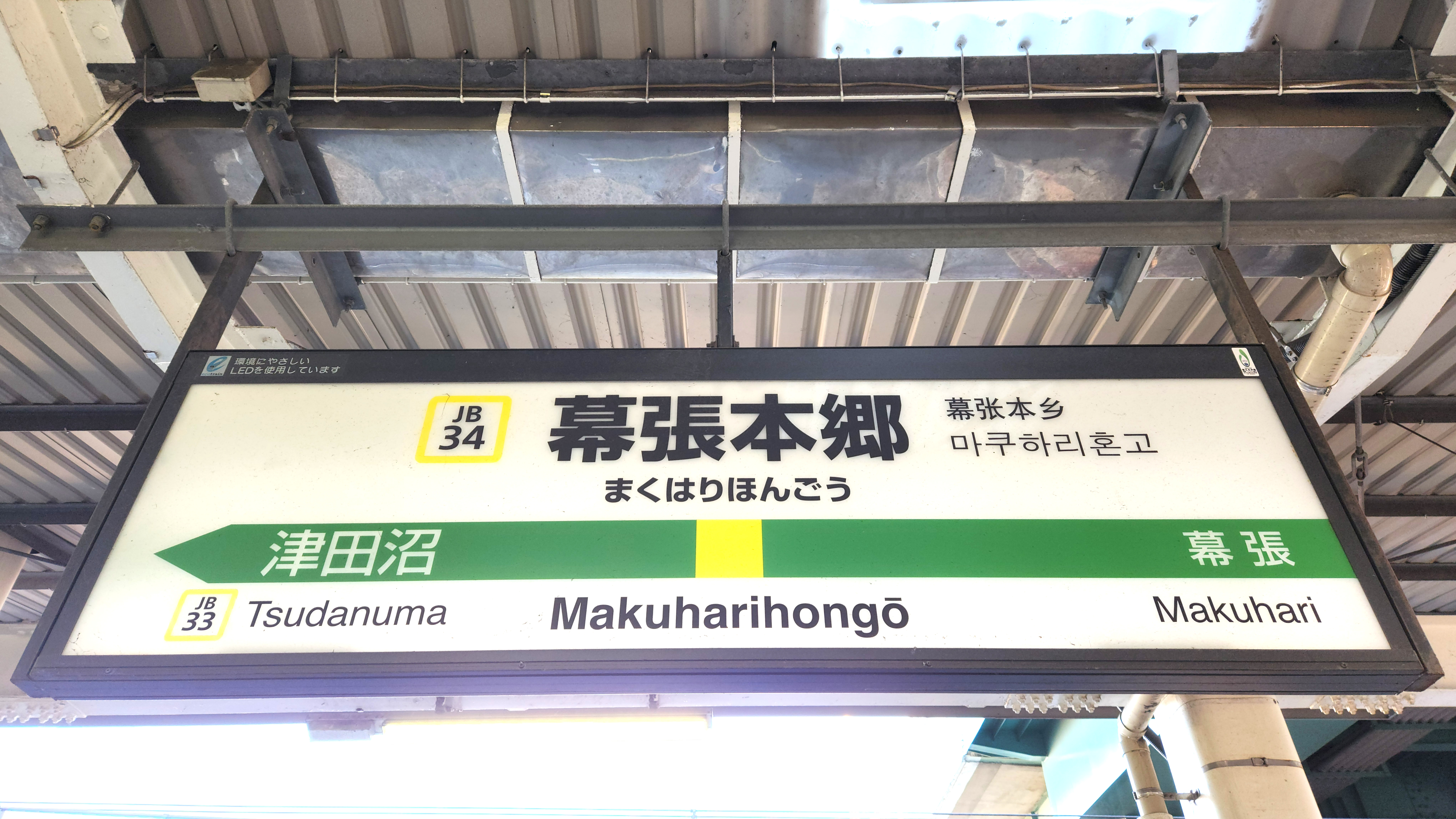
駅名標（2023年12月）

### 京成電鉄（京成幕張本郷駅）
島式ホーム1面2線を有する地上駅。京成電鉄では、視覚障害者に対する誘導サインとしてスピーカーから小鳥の鳴き声を流しているが、当駅ではウグイスを採用している。2019年（令和元年）9月に待合室が設置された。

#### のりば
| 番線 | 路線   | 方向 | 行先                                                          |
| ---- | ------ | ---- | ------------------------------------------------------------- |
| 1    | 千葉線 | 上り | 京成津田沼・京成船橋・日暮里・京成上野・成田空港・ 松戸線方面 |
| 2    | 千葉線 | 下り | 京成千葉・ちはら台方面                                        |

- 1番線の案内には、直通列車の設定がない「成田空港」の表記がある。

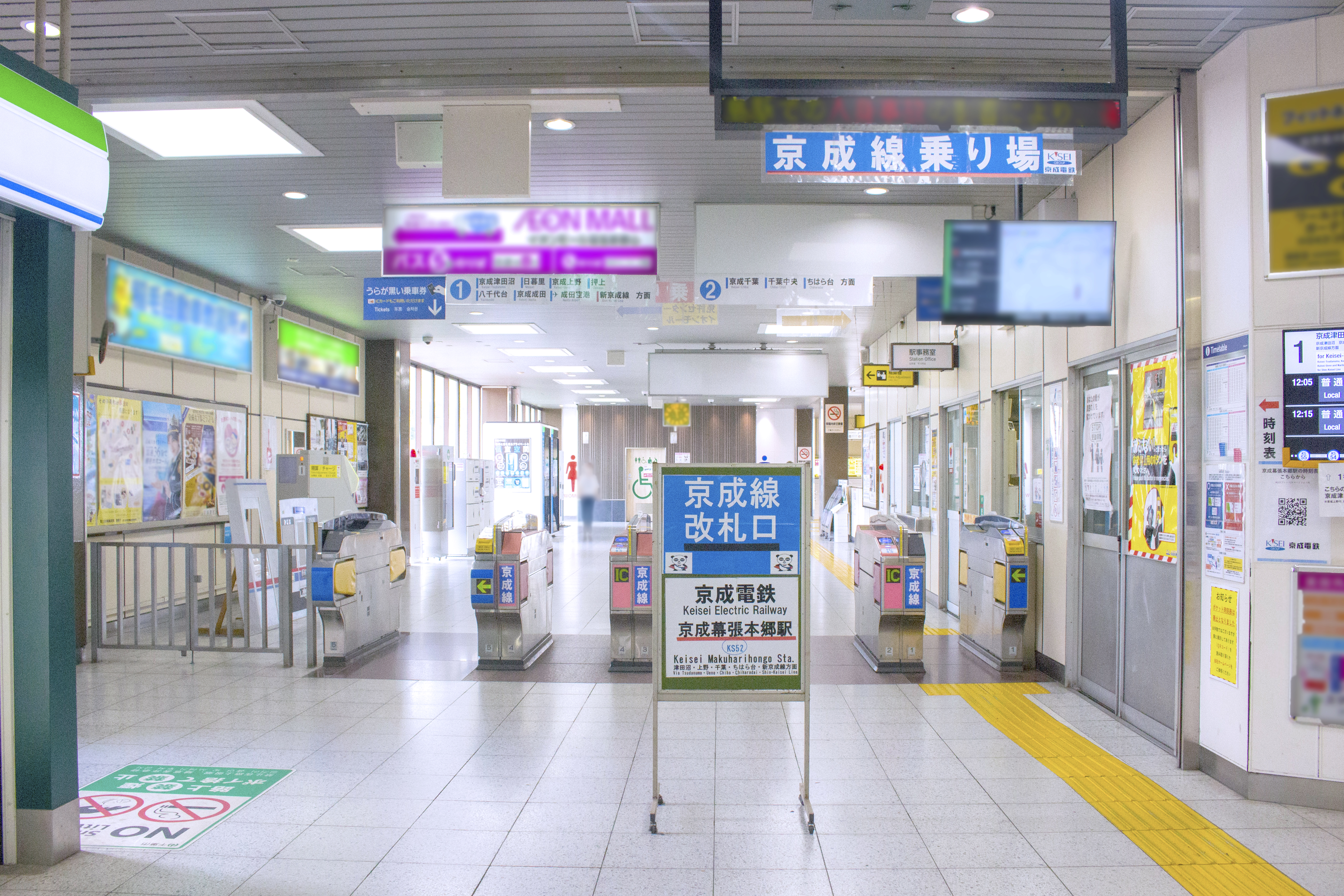
改札口（2024年8月）
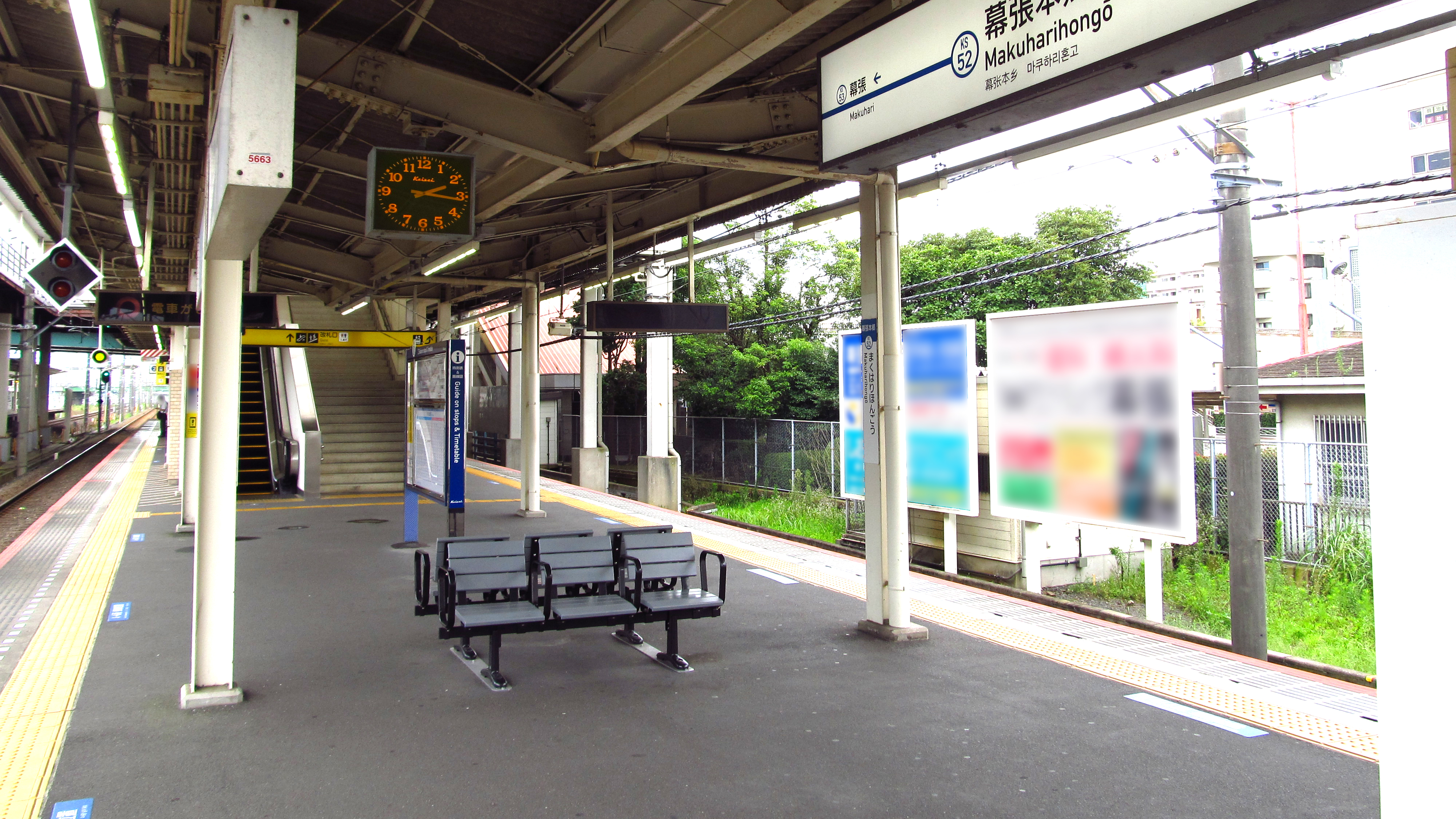
駅ホーム（2020年7月）
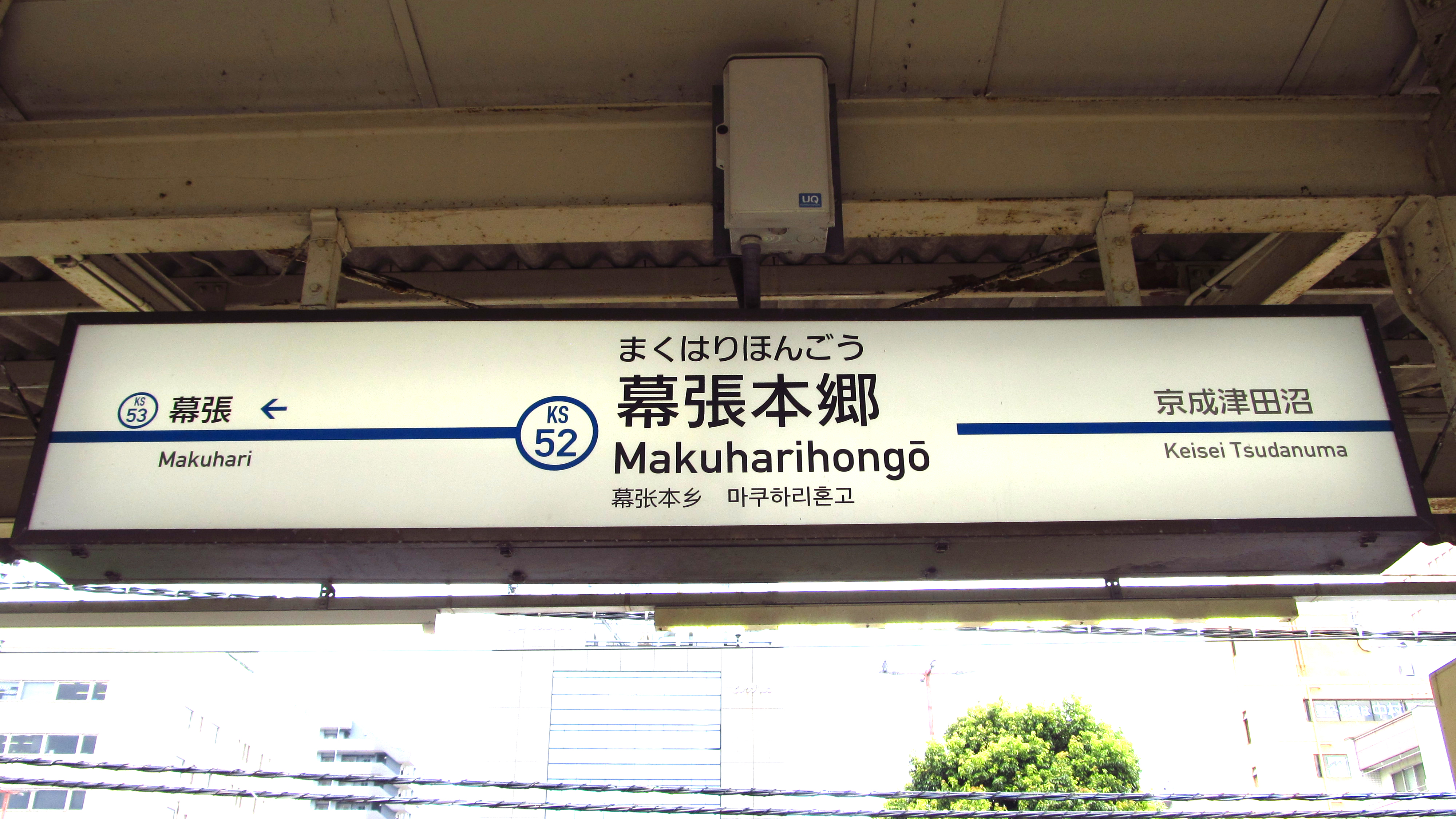
駅名標（2020年7月）

### 駅舎内の施設
- NewDays・ファミリーマート
- PRONTO（プロントコーポレーション）
- VIEW ALTTE
- 指定席券売機

## 利用状況
- JR東日本 - 2023年度の1日平均乗車人員は25,780人である[JR 1]。
- 京成電鉄 - 2024年度の1日平均乗降人員は15,951人である[京成 1]。

### 年度別1日平均乗降人員
近年の1日の平均乗降人員の推移は以下の通りである（JRは除く）。
| 年度               | 京成電鉄         | 京成電鉄 |
| 年度               | 1日平均 乗降人員 | 増加率   |
| ------------------ | ---------------- | -------- |
| 2002年（平成14年） | 11,686           |          |
| 2003年（平成15年） | 11,459           | −1.9%    |
| 2004年（平成16年） | 11,650           | 1.7%     |
| 2005年（平成17年） | 11,964           | 2.7%     |
| 2006年（平成18年） | 12,243           | 2.3%     |
| 2007年（平成19年） | 13,016           | 6.3%     |
| 2008年（平成20年） | 13,090           | 0.6%     |
| 2009年（平成21年） | 12,960           | −1.0%    |
| 2010年（平成22年） | 12,756           | −1.6%    |
| 2011年（平成23年） | 12,440           | −2.5%    |
| 2012年（平成24年） | 12,708           | 2.2%     |
| 2013年（平成25年） | 13,713           | 7.9%     |
| 2014年（平成26年） | 14,693           | 7.1%     |
| 2015年（平成27年） | 15,207           | 3.5%     |
| 2016年（平成28年） | 15,579           | 2.4%     |
| 2017年（平成29年） | 16,297           | 4.6%     |
| 2018年（平成30年） | 16,608           | 1.9%     |
| 2019年（令和元年） | 16,835           | 1.4%     |
| 2020年（令和02年） | 13,068           | −22.4%   |
| 2021年（令和03年） | 13,995           | 7.1%     |
| 2022年（令和04年） | 15,194           | 8.6%     |
| 2023年（令和05年） | 15,939           | 4.9%     |
| 2024年（令和06年） | 15,951           | 0.0%     |

### 年度別1日平均乗車人員（1981年 - 2000年）
近年の1日の平均乗車人員の推移は以下の通りである。
| 年度               | 国鉄 / JR東日本 | 京成電鉄 | 出典              |
| ------------------ | --------------- | -------- | ----------------- |
| 1981年（昭和56年） | 4,718           | 未開業   | [ 千葉県統計 1 ]  |
| 1982年（昭和57年） | 6,120           | 未開業   | [ 千葉県統計 2 ]  |
| 1983年（昭和58年） | 7,853           | 未開業   | [ 千葉県統計 3 ]  |
| 1984年（昭和59年） | 9,196           | 未開業   | [ 千葉県統計 4 ]  |
| 1985年（昭和60年） | 10,320          | 未開業   | [ 千葉県統計 5 ]  |
| 1986年（昭和61年） | 12,258          | 未開業   | [ 千葉県統計 6 ]  |
| 1987年（昭和62年） | 13,389          | 未開業   | [ 千葉県統計 7 ]  |
| 1988年（昭和63年） | 15,712          | 未開業   | [ 千葉県統計 8 ]  |
| 1989年（平成元年） | 17,778          | 未開業   | [ 千葉県統計 9 ]  |
| 1990年（平成02年） | 19,144          | 未開業   | [ 千葉県統計 10 ] |
| 1991年（平成03年） | 20,476          | 3,943    | [ 千葉県統計 11 ] |
| 1992年（平成04年） | 22,466          | 4,100    | [ 千葉県統計 12 ] |
| 1993年（平成05年） | 25,845          | 5,302    | [ 千葉県統計 13 ] |
| 1994年（平成06年） | 27,866          | 5,940    | [ 千葉県統計 14 ] |
| 1995年（平成07年） | 28,185          | 6,118    | [ 千葉県統計 15 ] |
| 1996年（平成08年） | 27,966          | 6,131    | [ 千葉県統計 16 ] |
| 1997年（平成09年） | 27,301          | 6,225    | [ 千葉県統計 17 ] |
| 1998年（平成10年） | 26,809          | 6,148    | [ 千葉県統計 18 ] |
| 1999年（平成11年） | 27,122          | 5,984    | [ 千葉県統計 19 ] |
| 2000年（平成12年） | 27,117          | 6,051    | [ 千葉県統計 20 ] |

### 年度別1日平均乗車人員（2001年以降）
| 年度               | JR東日本 | 京成電鉄 | 出典              |
| ------------------ | -------- | -------- | ----------------- |
| 2001年（平成13年） | 26,891   | 6,014    | [ 千葉県統計 21 ] |
| 2002年（平成14年） | 26,333   | 5,838    | [ 千葉県統計 22 ] |
| 2003年（平成15年） | 25,682   | 5,723    | [ 千葉県統計 23 ] |
| 2004年（平成16年） | 25,657   | 5,802    | [ 千葉県統計 24 ] |
| 2005年（平成17年） | 25,498   | 5,963    | [ 千葉県統計 25 ] |
| 2006年（平成18年） | 25,815   | 6,088    | [ 千葉県統計 26 ] |
| 2007年（平成19年） | 26,093   | 6,476    | [ 千葉県統計 27 ] |
| 2008年（平成20年） | 26,084   | 6,486    | [ 千葉県統計 28 ] |
| 2009年（平成21年） | 25,821   | 6,421    | [ 千葉県統計 29 ] |
| 2010年（平成22年） | 25,985   | 6,317    | [ 千葉県統計 30 ] |
| 2011年（平成23年） | 25,933   | 6,163    | [ 千葉県統計 31 ] |
| 2012年（平成24年） | 25,873   | 6,291    | [ 千葉県統計 32 ] |
| 2013年（平成25年） | 26,981   | 6,795    | [ 千葉県統計 33 ] |
| 2014年（平成26年） | 27,329   | 7,287    | [ 千葉県統計 34 ] |
| 2015年（平成27年） | 27,655   | 7,535    | [ 千葉県統計 35 ] |
| 2016年（平成28年） | 28,297   | 7,714    | [ 千葉県統計 36 ] |
| 2017年（平成29年） | 29,017   | 8,068    | [ 千葉県統計 37 ] |
| 2018年（平成30年） | 29,796   | 8,225    | [ 千葉県統計 38 ] |
| 2019年（令和元年） | 29,556   | 8,349    | [ 千葉県統計 39 ] |
| 2020年（令和02年） | 22,773   | 6,471    |                   |
| 2021年（令和03年） | 23,355   | 6,922    |                   |
| 2022年（令和04年） | 24,874   | 7,509    |                   |
| 2023年（令和05年） | 25,780   | 7,862    |                   |
| 2024年（令和06年） |          | 7,870    |                   |

備考
1. ↑  1981年10月1日開業。開業日から翌年3月31日までの計182日間を集計したデータ。
2. ↑  1991年8月7日開業。開業日から翌年3月31日までの計238日間を集計したデータ。

## 駅周辺

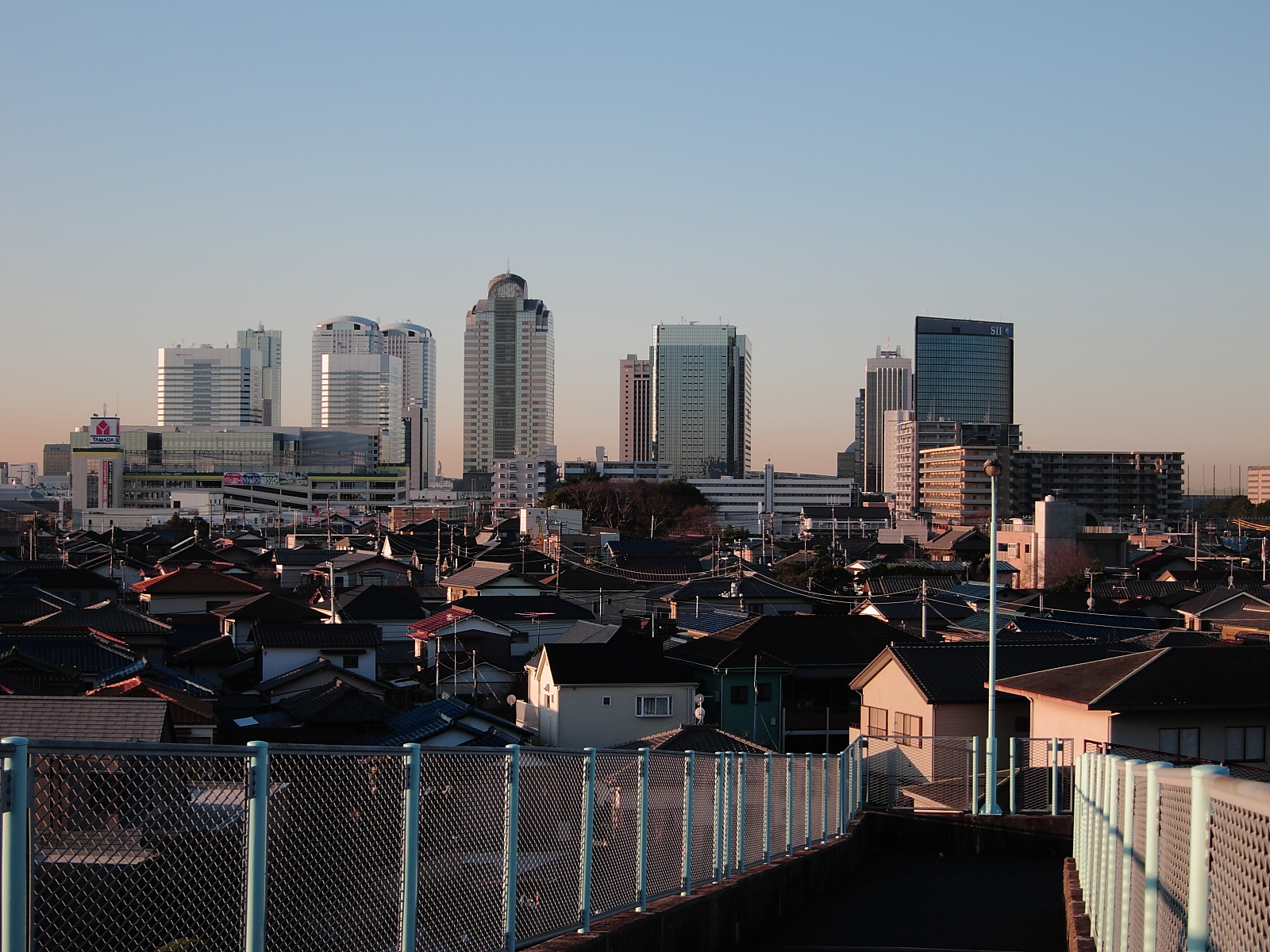
幕張本郷4丁目から見た幕張新都心の超高層ビル群

当駅至近（1キロメートル圏内）に千葉市花見川区と美浜区の区域（幕張西地区の一部）、習志野市の市境（花咲・屋敷地区の一部）が存在する。
- 京葉道路 幕張インターチェンジ
- 国道14号
- 幕張車両センター
- 花見川区幕張本郷市民センター
- 日本年金機構幕張年金事務所
- 千葉市立幕張本郷中学校
- 千葉市立幕張西中学校
- 千葉市立幕張西小学校
- 千葉市立上の台小学校
- 千葉幕張本郷郵便局
- 千葉幕張西郵便局
- 千葉銀行 幕張本郷支店
- 京葉銀行 幕張本郷支店
- メイプルイン幕張
- ワイズマート 幕張本郷店
- アコレ 幕張本郷7丁目店
- リブレ京成 幕張本郷店
- 業務スーパー 幕張本郷店
- ドン・キホーテ 幕張店
- 生活協同組合コープみらいミニコープ屋敷店
- スーパーバリュー 幕張西店
- サカゼン 幕張店
- ピーシーデポスマートライフ 幕張インター店
- 阿武松部屋
- 千葉市幕張台公園
- 千葉市一本松公園
- 習志野市梅林園
- 伊藤飛行機製作所跡・山縣飛行士殉空之地碑

## バス路線

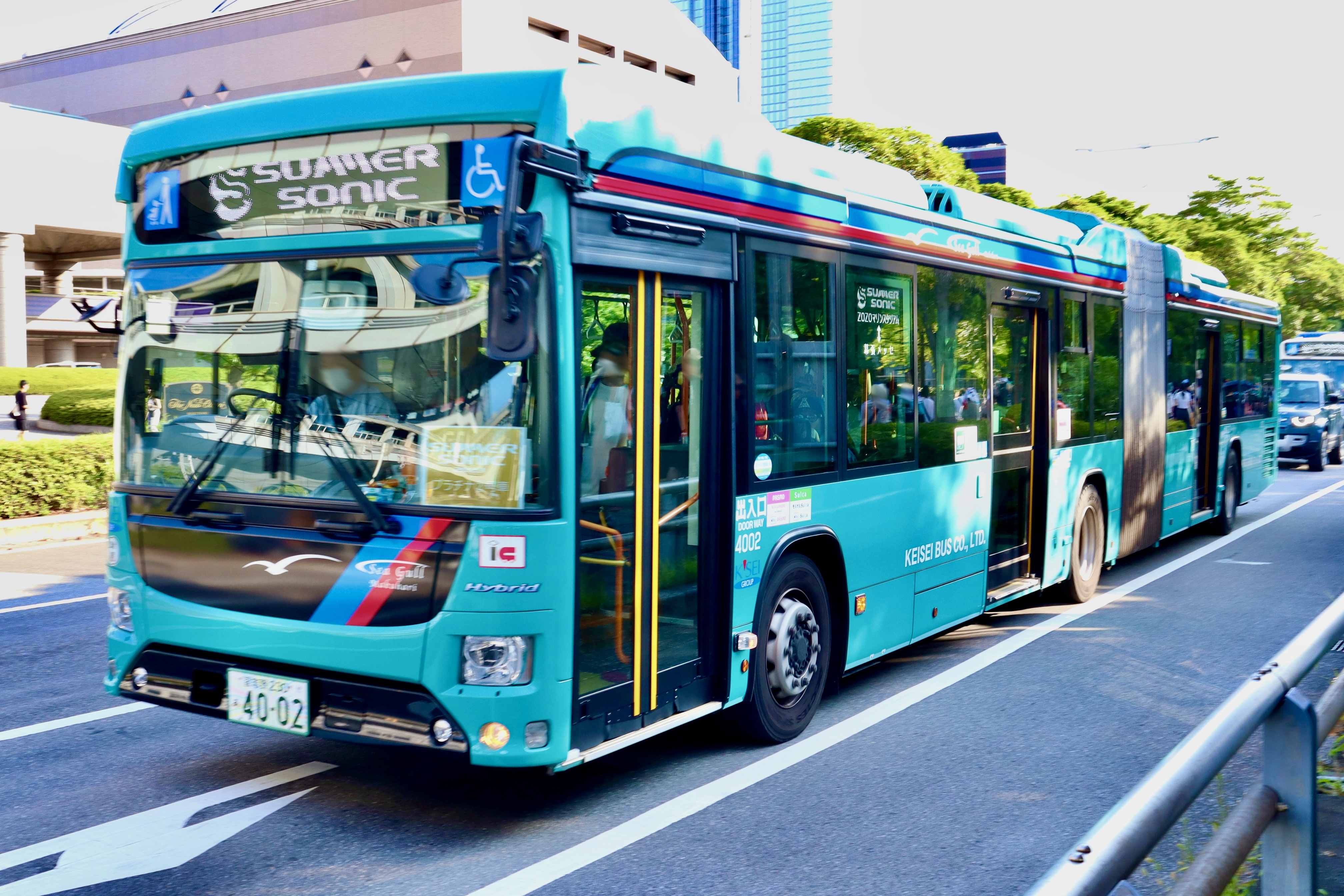
連結バス「シーガル幕張」（京成バス）

京成バスによる免許センター・海浜幕張駅・幕張メッセ・千葉マリンスタジアム（ZOZOマリンスタジアム）・イオンモール幕張新都心方面へのバス便がある。バスの一部は、日本では数少ない連節バスで運行される。この路線は京成線の路線図にも乗換先として記載されていたが、現在では記載されていない。
また、千葉シーサイドバス・平和交通の2社が、千葉銀行幕張本郷支店前近くにそれぞれバス停を設置している。当駅からのバス路線は、両社とも平日のみの運転である。

### バス乗り場
当駅のバス乗り場は、0, 1, 4, 5, 6, 7と、千葉シーサイドバスと平和交通が使用する番号を持たないバス乗り場の7つある。2, 3番は欠番である。
当駅から発車する路線バスのうち京成バスが運行する一部の路線バスは、時間により乗り場が変わる。新都心幕張線は、平日朝7時30分から9時31分までは幕01の急行を除きすべて0番乗り場から、それ以外の曜日・時間帯はすべて1番乗り場から発車する。また、イオンモール幕張新都心方面へのバスは、朝8時20分まで7番乗り場から、それ以降の時間帯は5番乗り場から発車する。

#### 定期路線バス
幕張本郷駅のバス乗り場は、平日朝とそれ以外の時間帯で様相が大きく異なるため、本項では2つを別々に解説する。

##### 通常時（平日朝以外）
平日朝7時30分から9時31分は#平日朝ラッシュ時を参照。
| 乗り場 | 運行事業者 | 系統・行先                                                                                            | 備考                                   |
| ------ | ---------- | --- | -------------------------------------- |
| 1      | 京成バス   | 幕01：海浜幕張駅 / 幕張メッセ中央 / ZOZOマリンスタジアム / 医療センター                               |                                        |
| 4      | 京成バス   | 津61・津62：津田沼駅 幕66：京成大久保駅南口                                                           |                                        |
| 5      | 京成バス   | イオン36：幕張豊砂駅（イオンモール幕張新都心エキマエモール）                                          |                                        |
| 6      | 京成バス   | 幕11：新習志野駅 幕21：幕張学園循環 幕22：海浜幕張駅 / 浜田緑地 幕23：神田外語大学 津62：幕張西五丁目 | 「幕22」の浜田緑地行きは22時発以降のみ |
| 7      | 発着なし   | 発着なし                                                                                              | 発着なし                               |
| －     | 平和交通   | 海浜幕張駅                                                                                            | 平日のみ                               |

##### 平日朝ラッシュ時

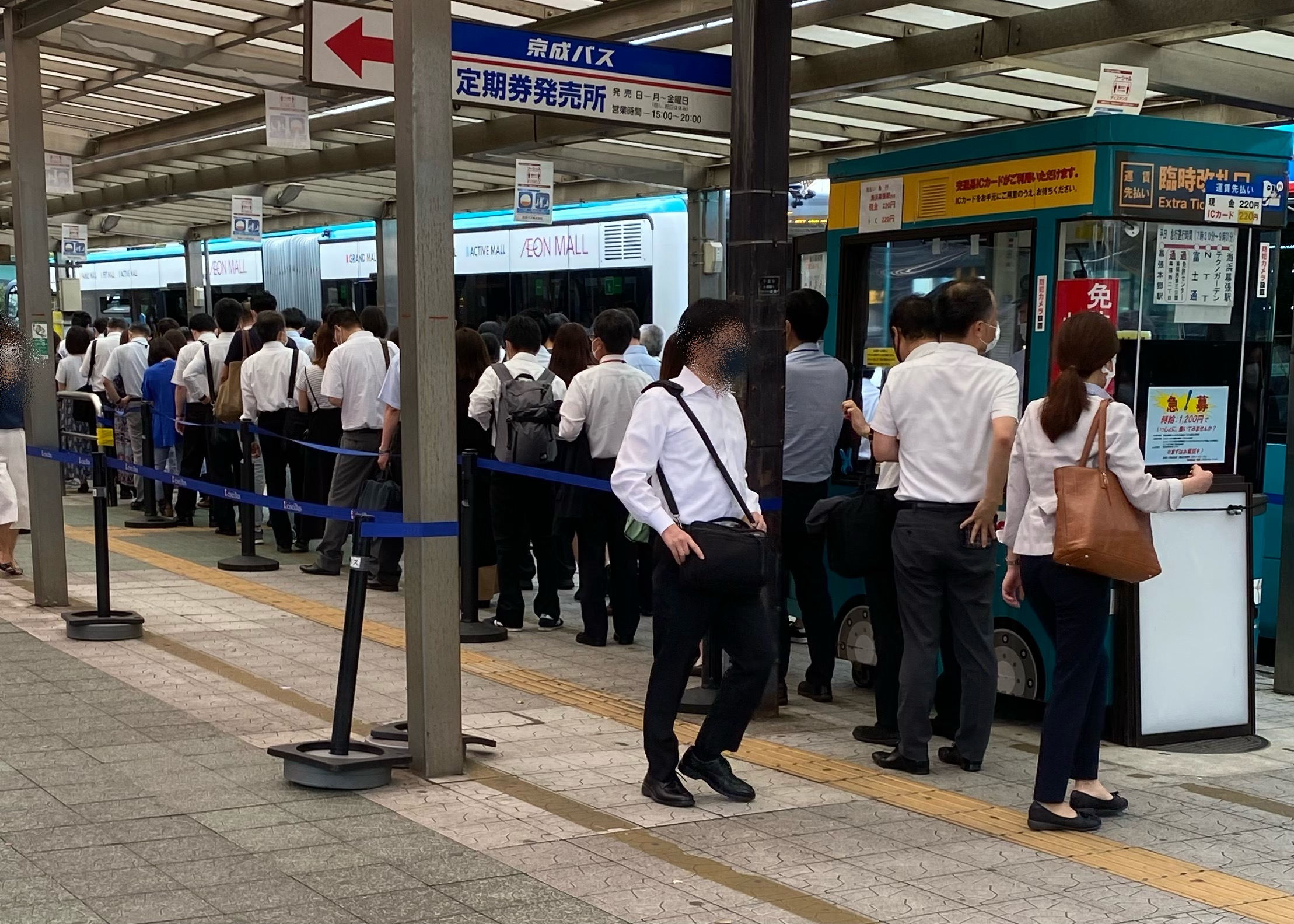
バス臨時改札口（2019年5月）

平日朝7時30分から9時31分の間は、新都心幕張線で急行バスが運行される。同時間帯は新都心幕張線の乗り場が変更されるため、以下に特記する。この時間帯は、幕張新都心線の急行バスを中心に利用客が集中する。特に、幕01急行の乗車待ち列は1番乗り場から交番のあたりにかけてつづら折りになって続くことが多く、日によってはJRの改札前まで伸びることもある。この時間帯は1番乗り場手前に臨時改札口が設置され、幕01急行の運賃支払いを乗車前に済ませるほか、多数の案内係を配置するなど、多数の利用客をさばく工夫がなされている。
| 乗り場 | 運行事業者         | 系統・行先 | 備考     |
| ------ | ------------------ | --- | -------- |
| 0      | 京成バス           | 幕01：海浜幕張駅 / ZOZOマリンスタジアム / 医療センター 幕03：海浜幕張駅 幕03急行：テクノガーデン 幕04：若葉三丁目 |          |
| 1      | 京成バス           | 幕01急行：海浜幕張駅                                                                                              |          |
| 4      | 京成バス           | 津61・津62：津田沼駅                                                                                              |          |
| 5      | 京成バス           | イオン36：幕張豊砂駅（イオンモール幕張新都心エキマエモール）                                                      |          |
| 6      | 京成バス           | 幕11：新習志野駅 幕21：幕張学園循環 幕22：海浜幕張駅 幕23：神田外語大学 津62：幕張西五丁目                        |          |
| 7      | 発着なし           | 発着なし | 発着なし |
| －     | 千葉シーサイドバス | JR幕張駅 | 1本のみ  |

#### その他のバス

##### 多客輸送
ZOZOマリンスタジアムで野球の試合やイベントが催される際は同スタジアム行き、幕張メッセでイベントが催される際は幕張メッセ中央行きの直通バスが、京成バス新都心営業所により運行される。運行時には案内係が派遣されることが多い。直通便は基本的に1番乗り場から発車するが、高校野球の千葉県大会などの際に直通便の運行される時間帯が急行運転の時間帯と重なった場合には、0番乗り場の前方から発車することもある。
また、土休日などにはイオンモール幕張新都心への買い物客需要に対応するため、幕張豊砂駅（イオンモール幕張新都心エキマエモール）行きの臨時バスが運行されることがある。定期便とは異なり、幕張西二丁目には停車しない。この臨時便も京成バス新都心営業所が担当するが、案内係は派遣されないことが多い。5番乗り場から発車する。

##### 送迎バス
当駅のロータリーには、JR津田沼駅のような企業送迎用のバス乗り場がないため、企業や施設の送迎バスは路線バスの乗り場やロータリーの空きスペースを利用する。
市町村アカデミーへの送迎バス
市町村アカデミーの入寮日などには7番のりばから市町村アカデミー行き直通バスが運行される。なお、神田外語大学を経由する京成バスの各系統も市町村アカデミーを経由するため、バスがない時間帯はこれらバスまたはタクシーの利用を勧める告知がバス停に掲出されている。
企業の送迎バス
臨海工業団地に工場をもつ企業の中には、当駅への送迎バスを運行している会社も存在する。先述の通り当駅のロータリーには企業送迎バス専用の乗り場が存在しないため、7番乗り場やその後方、8番乗り場、送迎車乗降場の前方などで乗降を扱う。

### 幕張本郷駅周辺における交通の将来像
千葉県企業庁と千葉市では、幕張本郷駅 - 新都心間に新交通システムやLRTを導入する構想があり、2000年に出された運輸政策審議会答申第18号では「今後整備について検討すべき路線」(B) として答申路線の中に盛り込まれていたが、県や市の財政難もあり具体的な計画は進んでいない。2016年の交通政策審議会答申第198号では、該当路線については答申に含まれていない。
また、千葉都市モノレールを穴川駅から稲毛駅や幕張新都心地区などを経由して、当駅まで延伸させる構想も存在したが、千葉駅への乗り入れを優先させることや国鉄が延伸予定区間に並行している貨物線を旅客営業も行うことで方針転換し、京葉線として開業したことから、この構想は中止となった。

## 隣の駅
東日本旅客鉄道（JR東日本）
 総武線（各駅停車）
津田沼駅 (JB 33) - 幕張本郷駅 (JB 34) - 幕張駅 (JB 35)
京成電鉄
 千葉線
京成津田沼駅 (KS26) - 京成幕張本郷駅 (KS52) - 京成幕張駅 (KS53)